# Чобанян Михайло Геннадійович
Миха́йло Генна́дійович Чобаня́н (23 листопада 1983 , Лисичанськ, Ворошиловградська область ) — український підприємець та громадський діяч у галузі інформаційних технологій, фінансів, криптовалют і блокчейн. Засновник криптовалютної біржі KUNA.io Президент Асоціації «Блокчейн України»..

## Життєпис
В 2002—2005 навчався в Лондонському міському університеті, отримав диплом бакалавра економіки
В 2010—2012 отримав дипломи програм Магістр ділового адміністрування для керівників вищої ланки (EMBA) в Лондонській школі бізнесу, Китайському університеті Гонконгу і Колумбійському університеті.
Кар'єра
У 2005—2009 працював директором із стратегічного розвитку в операторі зв'язку International Telecommunication Company (ITC, торгова марка CDMA UKRAINE).
У 2011 заснував і став керівником консалтингової компанії INLIGHT.
У 2014 заснував біткойн-агентство Kuna Bitcoin Agency. У 2015 заснував українську біржу криптоактивів KUNA.io. У 2017 — KUNA.io провела вторинне розміщення токенів. На початку вересня 2017 компанія Kuna встановила в Києві перші криптомати — термінали, в яких за гривні можна придбати біткойни.

## Громадська діяльність
У 2014 виступив співзасновником ГО Bitcoin Foundation Ukraine. У вересні 2014 відкрив біткойн-посольство в СНД.
У 2017 разом з однодумцями створив та очолив асоціацію «Блокчейн України», яка взяла участь у розробці першого в Україні законопроєкту про криптовалюти та блокчейн. Засновник БФ розвитку соціальних інновацій CryptoРусь. Один із перших проєктів фонду CryptoРусь — створення концепції «КриптоГривні», національної криптовалюти.
У 2018 на Всесвітньому економічному форумі у Давосі представив концепцію Blockchain HUB (транскордонна мережа професійних просторів для вирішення актуальних задач Четвертої промислової революції). Відкриття флагманського Blockchain HUB Kyiv.
У 2018 став одним із переможців першого етапу національного телепроєкту «Нові лідери». Упродовж травня 2018 року зареєстровані на сайті Novilidery.com виборці голосували за сотню молодих лідерів, які проявили себе в соціально-значущій сфері як на регіональному, так і на загальнонаціональному рівні. Михайло Чобанян за кількістю голосів став одним із лідерів проекту в категорії ІТ.

## Скандали
3 листопада 2015 року представники МВС провели обшуки вдома у Чобаняна. У судовому визначенні було сказано, що на ресурсах Чобаняна — kuna.com.ua та kuna.io — «користувачам надається можливість купити, ввести/вивести (електронні гроші) криптовалюту Bitcoin, правила випуску якої не узгоджені з НБУ, що порушує порядок використання грошей на території України». Згодом Чобанян виграв суд, який зобов'язав повернути йому всю вилучену техніку.